# Meziříčko, Třebíč
Meziříčko là một làng thuộc huyện Třebíč, vùng Vysočina, Cộng hòa Séc.